# بیابان آرال قره‌قوم

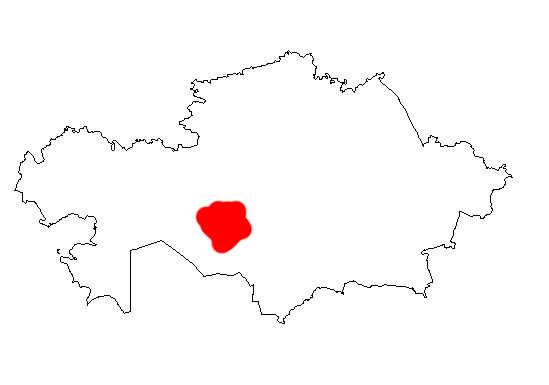
محل بیابان آرال قره‌قوم در قزاقستان.

آرال قره‌قوم (قزاقی: Арал қарақұмы) بیابانی است در قزاقستان که در شمال شرقی دریاچه آرال واقع شده‌است. این بیابان از سوی جنوب به سیردریا محدود می‌شود. مساحت این بیابان ۴۰ هزار کیلومتر مربع است.
این بیابان در شهرستان‌های آرال و غزالی در استان قیزیل‌اوردا واقع شده‌است. بخش کوچکی از آن به قسمت جنوب شرقی استان آق‌تپه و جنوب غرب استان قراغندی وارد می‌شود.
زمین‌های این منطقه کمابیش صاف و هموار هستند و ارتفاع آنها از ۵۵ تا ۱۱۸ متر تفاوت دارد. تپه‌های شنی بیابان به حدود ۲۵ متر ارتفاع می‌رسند. بیابان آرال قره‌قوم رستنی‌های کمی دارد که بیشتر به صورت علف هستند و برای چرای گوسفندان استفاده دارند.
با توجه به سطح بالای آب‌های زیرزمینی پوشش گیاهی آرال قره‌قوم غنی‌تر از خاک‌های رسی بیابان‌های اطراف است که این امر شرایط مطلوب‌تری را برای چرای دام‌ها (گوسفند و شتر) در آرال قره‌قوم پدیدآورده است. در این بیابان تعداد زیادی چاه و گودال آبشخور دام وجود دارد، و فرورفتگی‌های زمین پناهگاهی در برابر بادهای قوی و طوفان گرد و غبار و کولاک برای دام‌ها ایجاد می‌کند.

## آب‌وهوا
آب و هوای این بیابان بسیار خشک است و بسترهای خشک رودخانه‌ها در آن تنها در فصل بهار آب به خود می‌بینند.
بارش سالانه در آرال قره‌قوم در حدود۱۰۰ میلی‌متر است. زمستان در آن از اواسط نوامبر تا میانه‌های مارس ادامه می‌یابد و هوا در زمستان گاه مه‌آلود می‌شود. دمای میانگین زمستانی در طول روز منهای پنج تا منهای ۱۰ درجه و در شب حدود منفی ۲۵ درجهٔ سانتی‌گراد است. سردترین دمای اندازه‌گیری شده در این بیابان منفی ۴۲ درجهٔ سانتیگراد گزارش شده‌است. هرچند گاه در زمستان هوای این صحرا حالت ملایمی هم پیدا می‌کند.
بارش برف بیشتر در زمستان‌ها رخ می‌دهد و معمولاً بین ۱۵ تا ۳۰ سانتی‌متر برف می‌بارد. تابستان آن از ماه مه تا اواسط سپتامبر ادامه دارد که در آن دمای روزانه معمولاً میان ۳۰ تا ۳۵ درجهٔ سانتی‌گراد است. اما دماهای تا ۴۳ درجهٔ سانتی‌گراد هم اندازه‌گیری شده‌است. در شب‌های تابستان دما به ۱۵ تا ۱۸ درجهٔ سانتی‌گراد کاهش می‌یابد. در طول تابستان اغلب بادهای خشک و طوفان شن نیز رخ می‌دهد.